# Skupina Nyírség-Zatín
Skupina Nyírség-Zatín byla kulturní skupina mladého eneolitu a začátku starší doby bronzové (tedy asi kolem 2000 př. Kr. podle konvenčního datování nebo asi kolem 2 300 př. Kr. dle novějšího datování) na východním Slovensku (Košická kotlina, Východoslovenská nížina, ojediněle na Spiši a severovýchodním Slovensku). Patří do tzv. mladoeneolitického kulturního komplexu. V podstatě odpovídá nyírségské kultuře v severovýchodním Maďarsku. 
Patří do epišňůrového komplexu.
Paralelně s touto skupinou existovala na východním Slovensku skupina východoslovenských mohyl.
Hlavní naleziště: Pavlovce nad Uhom, Zatín, Oborín, Ižkovce. Hlavní keramický tvar: džbán a mísa. 